# Coëfficiënt (scheikunde)
De stoichiometrische coëfficiënt of het voorgetal (symbool {\displaystyle \nu }, Griekse nu) is in de scheikunde een getal dat in een reactievergelijking aangeeft in welke verhouding stoffen met elkaar reageren. Meer bepaald geven de verhoudingen van stoichiometrische coëfficiënten de verhoudingen aan waarin de stofhoeveelheid wijzigt tijdens een chemische reactie.
Het vinden van de voorgetallen vormt onderwerp van de stoichiometrie. De coëfficiënten zijn niet eenduidig bepaald, maar meestal wordt ernaar gestreefd om de set aan kleinst mogelijke gehele getallen te gebruiken. Als de coëfficiënt 1 is wordt hij doorgaans niet genoteerd in de reactievergelijking. De verbranding van methaan is een voorbeeld. Hoewel de reactie kan geschreven worden als:
{\displaystyle \mathrm {4\ CH_{4}\ +\ 8\ O_{2}\ \longrightarrow \ 4\ CO_{2}\ +\ 8\ H_{2}O} }
wordt zij toch bij voorkeur geschreven als:
{\displaystyle \mathrm {CH_{4}\ +\ 2\ O_{2}\ \longrightarrow \ CO_{2}\ +\ 2\ H_{2}O} }
Dit omdat de totale som der coëfficiënten daarbij het kleinst is.
In de chemische thermodynamica wordt er afgeweken van de voorkeur dat een coëfficiënt een geheel getal dient te zijn. Niet-gehele voorgetallen komen vaak voor, omdat de reactievergelijkingen doorgaans zodanig worden geschreven dat er 1 mol reactieproduct gevormd wordt. Een voorbeeld is de vormingsreactie van water:
{\displaystyle \mathrm {H_{2}(g)\ +\ {\frac {1}{2}}\ O_{2}(g)\ \longrightarrow \ H_{2}O(l)} }
Ook wordt er in de fysische chemie een positief teken toegekend worden aan het voorgetal wanneer de stof rechts in de reactievergelijking staat, en een negatief teken wanneer de stof links staat.
{\displaystyle \nu (\mathrm {H_{2}} )=-1\quad \nu (\mathrm {O_{2}} )=-1/2\quad \nu (\mathrm {H_{2}O} )=1}
De voorgetallen hebben geen eenheid.

## Toepassing
De reactievergelijking voor de vorming van water uit waterstofgas en zuurstofgas is de volgende:
{\displaystyle \mathrm {2\ H_{2}\ +\ O_{2}\ \longrightarrow \ 2\ H_{2}O} }
Daarin hebben waterstofgas en water de stoichiometrische coëfficiënt 2, omdat 2 waterstofgasmoleculen met 1 zuurstofgasmolecule reageren tot 2 watermoleculen. Analoog kunnen 4 H2-moleculen met 2 O2-moleculen kunnen reageren tot 4 H2O-moleculen, etc. Op macroschaal gelden dezelfde verhoudingen: 2 mol waterstofgas reageert met 1 mol zuurstofgas tot 2 mol water.
Wanneer door de reactie de hoeveelheid waterstofgas algemeen wijzigt met {\displaystyle \Delta n(\mathrm {H_{2}} )}, en de hoeveelheid zuurstofgas met {\displaystyle \Delta n(\mathrm {O_{2}} )}, dan geldt dus steeds: 
{\displaystyle {\frac {\Delta n(\mathrm {H_{2}} )}{\Delta n(\mathrm {O_{2}} )}}={\frac {2}{1}}}.
Wanneer de hoeveelheid waterstofgas daalt, neemt die van water toe. De verandering in stofhoeveelheid heeft dus een verschillend teken, zodat:
{\displaystyle {\frac {\Delta n(\mathrm {O_{2}} )}{\Delta n(\mathrm {H_{2}O} )}}={\frac {-1}{2}}}.
Zeer algemeen kan men voor elke twee componenten in een chemische reactie schrijven: 
{\displaystyle {\frac {\Delta n_{i}}{\Delta n_{j}}}={\frac {\nu _{i}}{\nu _{j}}}} ofwel {\displaystyle \Delta n_{i}=\nu _{i}\cdot \xi }
waarbij {\displaystyle \xi } de vorderingsgraad is.